# Archeomafie
Per archeomafie si intendono organizzazioni criminali, o anche settori di esse, che operano con modalità mafiose nel settore degli scavi clandestini, del furto e del traffico illecito internazionale di opere d'arte e di reperti archeologici.
Il termine è stato coniato nel 1999 da Legambiente in analogia con quello di ecomafie ed è usato anche dall'Osservatorio Internazionale Archeomafie, una ONG nata in Italia nel 2004 per studiare e contrastare il fenomeno.

## Storia
A seguito di un'operazione condotta nel 1995 in Svizzera, a Ginevra, si scoprì un imponente traffico per il quale fu arrestato il mercante d'arte italiano Giacomo Medici, poi condannato a 10 anni di reclusione e 10 milioni di euro di ammenda.
Uno dei casi intorno ai quali si è sviluppato il dibattito internazionale riguardò nel 2004 l'"Apollo Sauroctonos", un'antica statua greca di bronzo attribuita a Prassitele, che comparve dal nulla nel Museo di Cleveland (Ohio, USA) in quello stesso anno; secondo la versione ufficiale fornita dal museo, sarebbe stata acquistata presso una galleria d'arte svizzera e proveniente da un giardino privato in Germania orientale, ma il 26 gennaio 2007 il governo della Grecia smentì il museo sostenendo che era stata ritrovata in mare negli anni novanta da un peschereccio italiano che aveva sconfinato.
Mentre la vicenda della statua era in corso di definizione, venne alla luce il caso del Getty Museum di Los Angeles (California, USA), che attraverso la sua responsabile acquisti Marion True (personaggio assai noto nel settore) era venuto in possesso di una quantità di opere d'arte ed archeologiche trafugate in Italia e Grecia, fra le quali la Venere di Morgantina, rubata in Sicilia ed acquistata dal museo nel 1988, ed alcuni affreschi provenienti da Pompei..

## Definizione ed attività
La definizione "archeomafie" deriva dalla constatazione che il furto di opere d'arte e di reperti archeologici, che provengano da un museo o da uno scavo clandestino, è solo il primo di una lunga serie di passaggi che, attraverso il mercato clandestino, porta queste opere nelle mani di spregiudicati collezionisti o curatori di musei. Questo traffico potrebbe essere divenuto una delle maggiori fonti di ricavo per la mafia, subito dopo il traffico degli stupefacenti.
Se un furto da una collezione o da un museo, oppure uno scavo clandestino, possono anche essere opera di ladri isolati o di improvvisati tombaroli, i passaggi successivi come l'esportazione clandestina delle opere d'arte e dei reperti archeologici ed il loro inserimento in circuiti di vendita internazionali, presuppongono una rete criminale ben strutturata, capace di gestire questi traffici a più livelli, da quello locale a quello internazionale, di far perdere le tracce della provenienza illecita delle opere e di attuare il loro decisivo passaggio dal mercato clandestino a quello “legale”.